# Antonio Ericer
Antonio Ericer (auch Antonín Vlach; Nachname auch Drican, Drizzan, Dryczan, Erichzahn, Errizzan, Erizzer, Tryczan; * um 1520 und † nach 1574) war ein in Böhmen und Mähren wirkender Baumeister schweiz-italienischer Abstammung. 
Evtl. identisch mit Antonio Ricci aus Sala Capriasca, Tessin, Schweiz.

## Leben
Die Lebensdaten von Antonio Ericer sind nicht bekannt. In manchen Quellen wird er auch als Antonín Vlach bezeichnet. Er stammte aus dem heutigen Kanton Tessin und wurde vor allem als Baumeister der südböhmischen Adelsfamilien Rosenberg und Neuhaus bekannt, für die er im 3. Viertel des 16. Jahrhunderts arbeitete.
Erstmals nachgewiesen ist Antonio Ericer für das Jahr 1559 als Besitzer eines Hauses in Neuhaus (Jindřichův Hradec). Dort ist er auch für die Jahre 1564 und 1573 belegt, als er im Auftrag der Herren von Neuhaus mit Umbauarbeiten am Schloss Neuhaus beschäftigt war. Für sie errichtete er 1562 auch ein Haus auf der Prager Kleinseite. 1567–1572 baute er für den mährischen Landeshauptmann Zacharias von Neuhaus die Burg Teltsch (Telč) zu einem Renaissance-Schloss um.
Für Wilhelm von Rosenberg arbeitete er 1561–1564 am Schloss Krumau und 1563–1566 am Schloss Fraunberg (Hluboká). 1565–1575 baute er für ihn das Schloss Wittingau (Třeboň) im Stil der Renaissance um und erweiterte es um den südwestlichen Flügel, das Eingangstor und einen Turm. 
Für das Jahr 1570 ist Antonio Ericer in Neubistritz belegt, wo er vermutlich die aus dem 13. Jahrhundert stammende Burg im Auftrag der Familie Kraiger von Kraigk zu einem Schloss umbaute. Für die Herren Trčka von Lípa arbeitete er in Světlá und Ledeč.
Der Hauptmann der Herrschaft Neuhaus, Šťastný Pušperský z Pleší, beklagte sich über Antonio Ericer, dieser sei unzuverlässig und selten auf seinen Baustellen anzutreffen. Letztmals erwähnt wurde er 1574. Zahlreiche von ihm begonnene Arbeiten wurden von seinem Landsmann Baldassare Maggi vollendet.